# Krassyliv
Krassyliv (en ukrainien : Красилів) ou Krassilov (en russe : Красилов) est une ville de l'oblast de Khmelnytskyï, en Ukraine et appartient au raïon de Khmelnytskyï. Sa population s'élevait à 18 356 habitants en 2022.

## Géographie
Krassyliv est située à 27 km au nord de Khmelnytskyï.

## Histoire
La première mention de la localité remonte à 1444. Elle a le statut de ville depuis 1964.
La ville est située à 3 km de la gare de Krassyliv sur la ligne Starokostiantyniv-1 – Gretchany. Le raïon de Krassyliv, avec la réforme administrative de 2020 a disparu.

## Héritage culturel

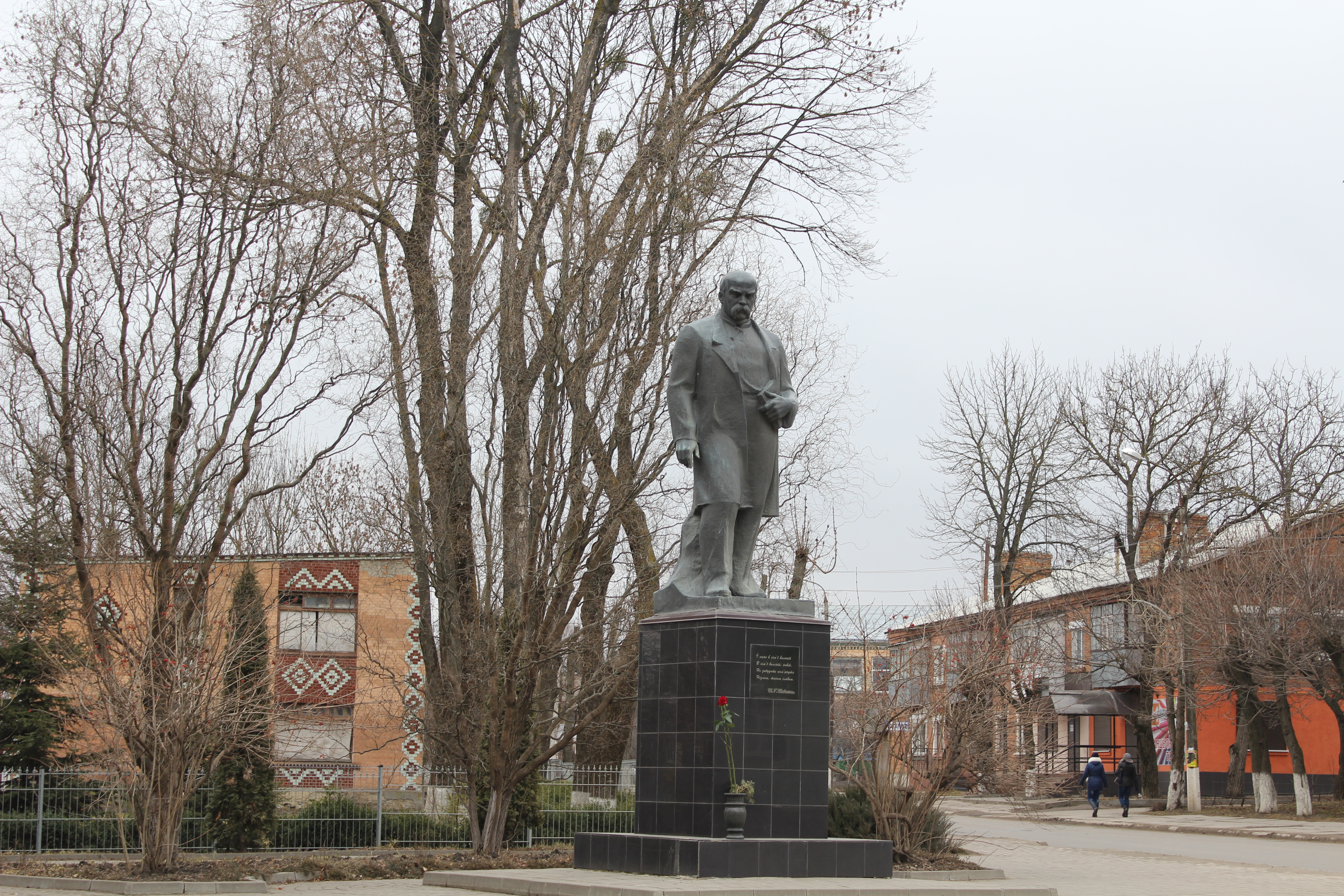
Statue de Taras Chevtchenko.
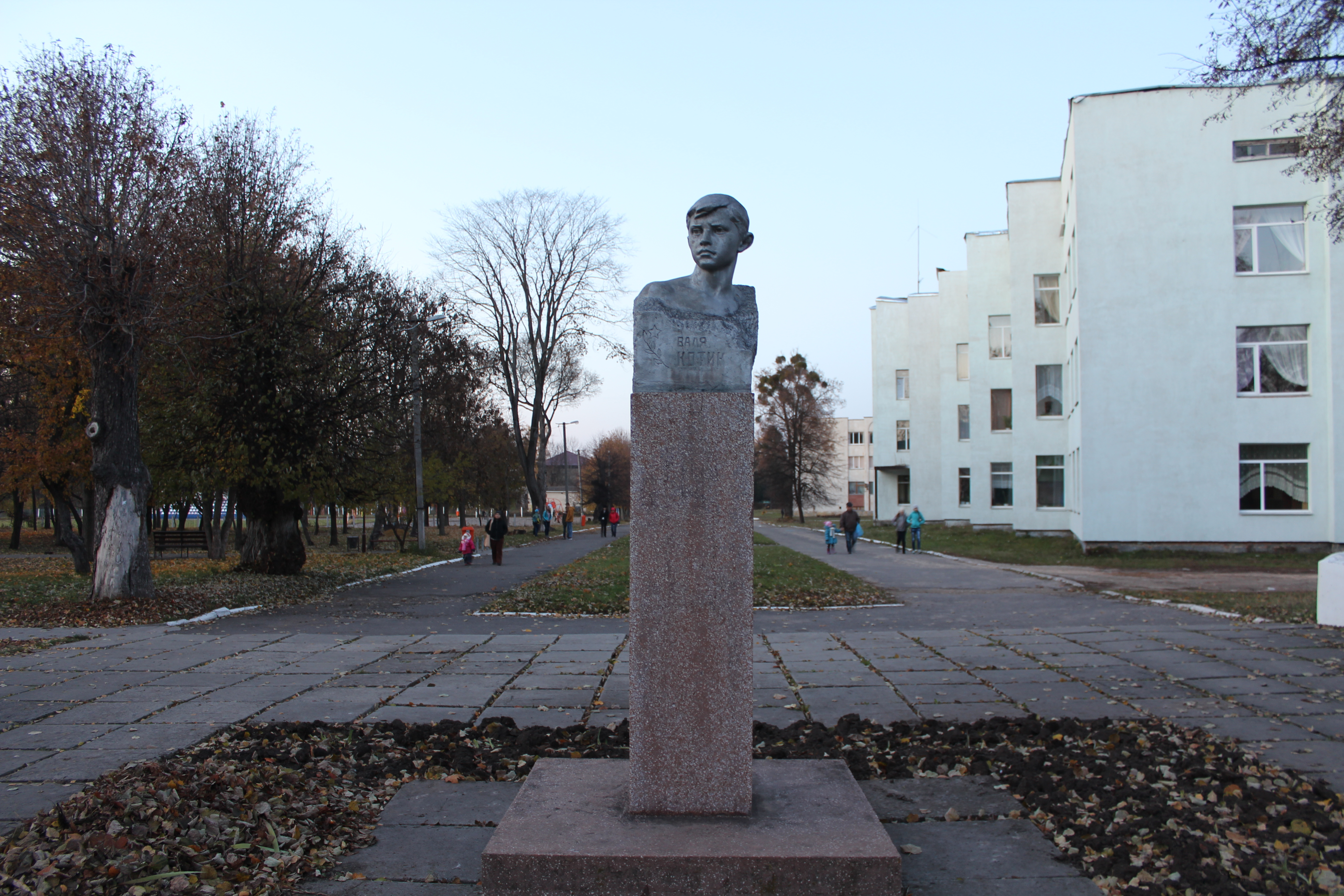
Buste de Valia Kotik et
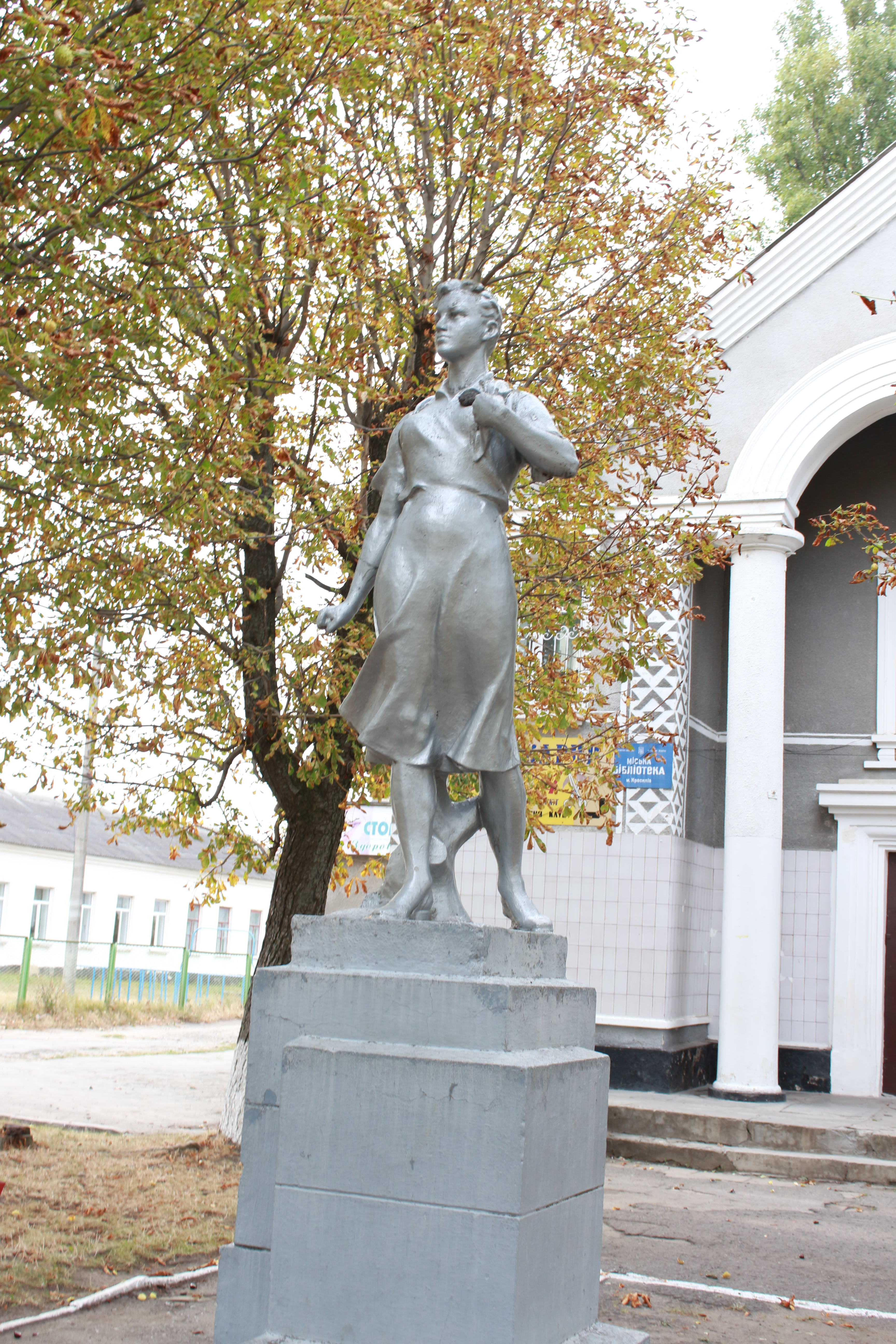
Zoïa Kosmodemianskaïa deux jeunes héros de l'Union soviétique.
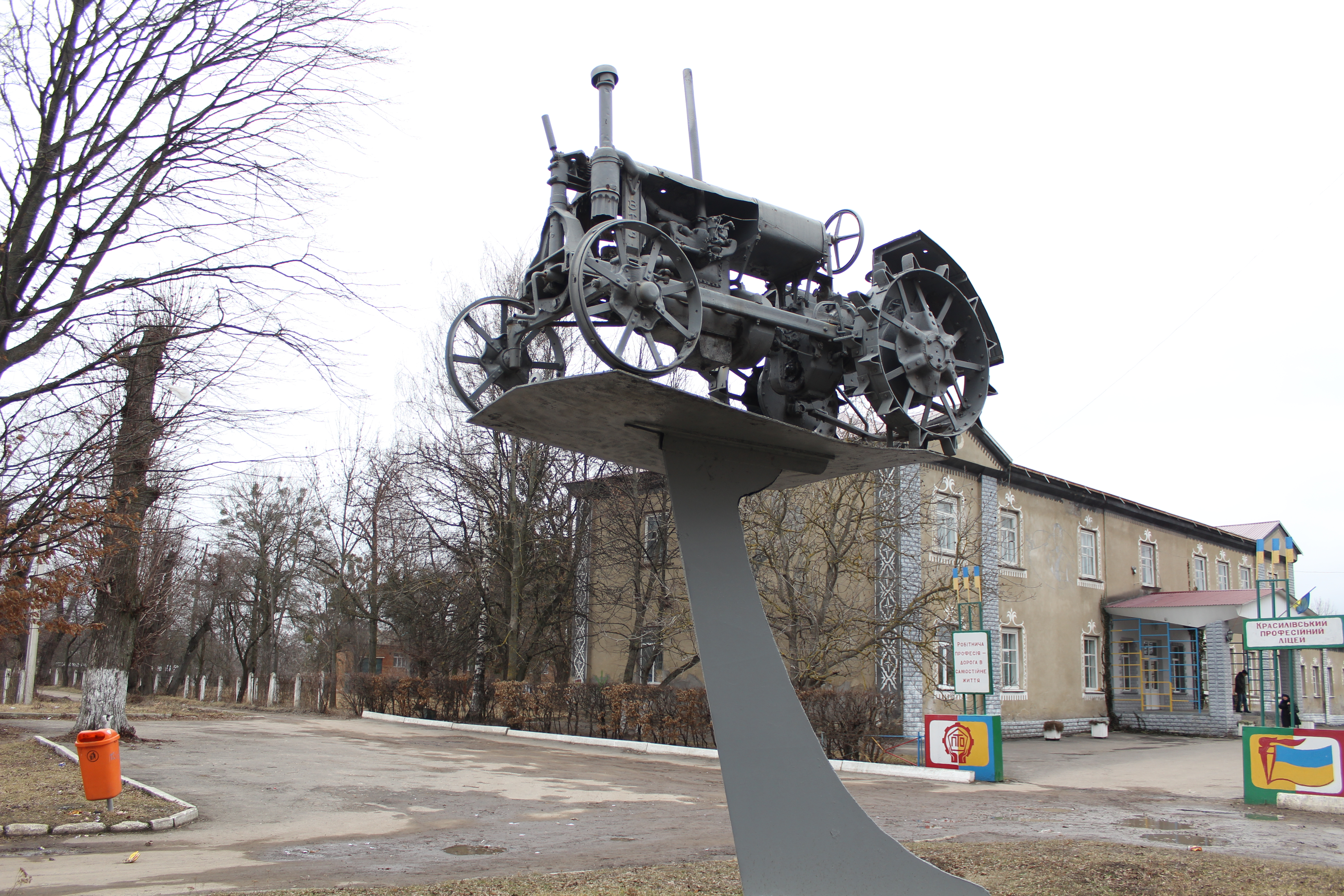
Monument à l'activité ouvrière.
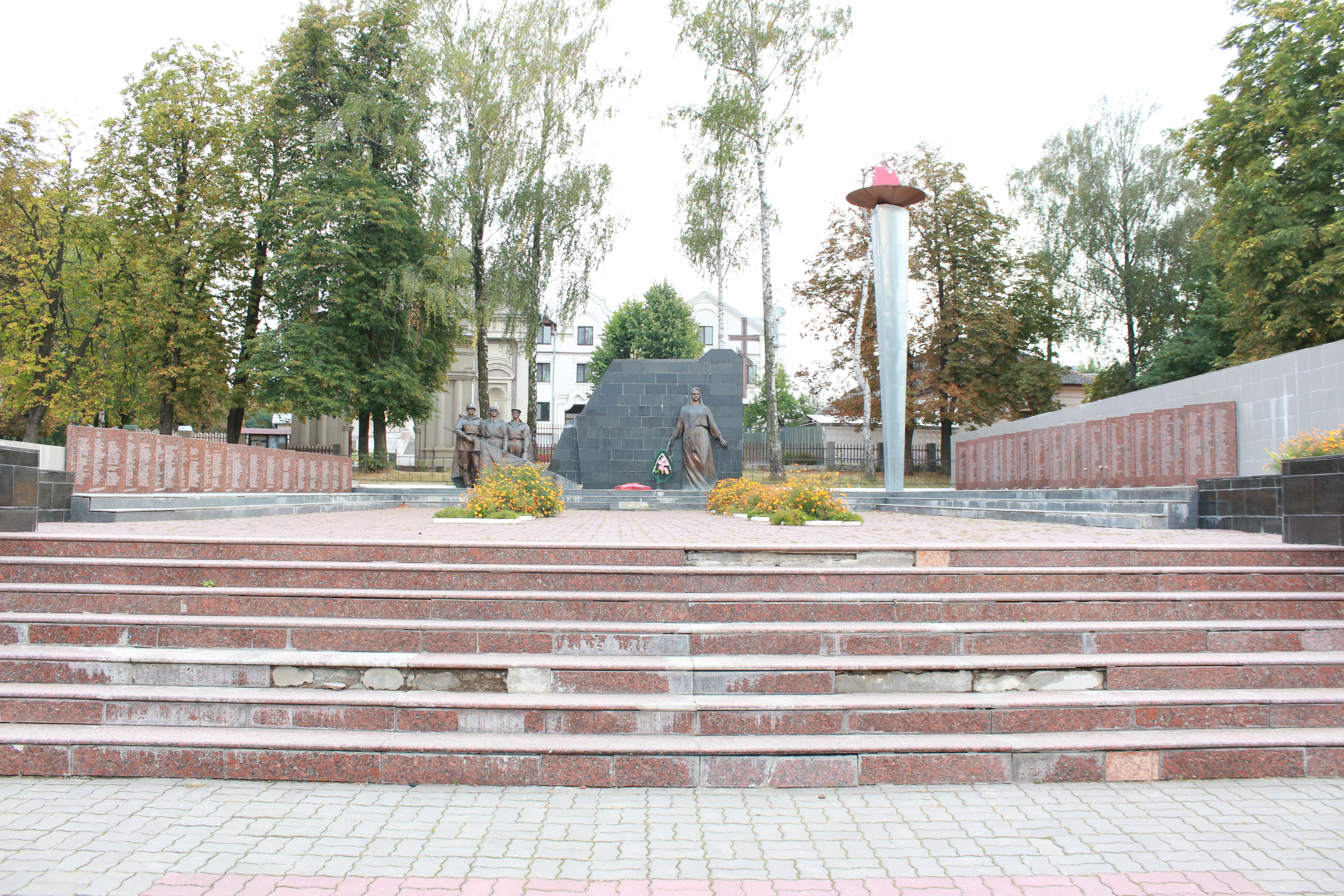
Monument aux morts de 1944.
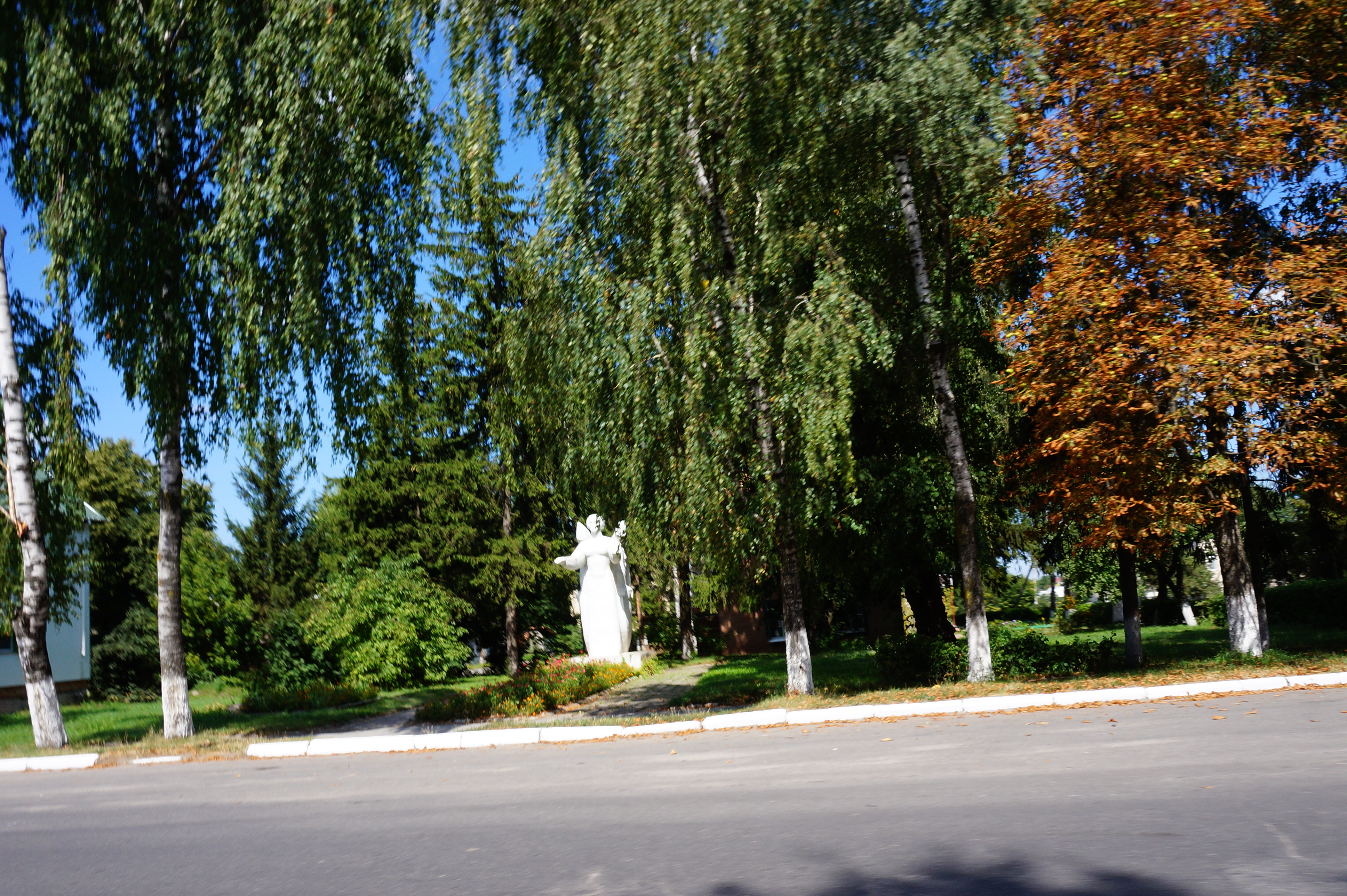
Aux victimes de la collectivisation.

## Population
Recensements (*) ou estimations de la population :
| 1959*  | 1970*  | 1979*  | 1989*  |
| ------ | ------ | ------ | ------ |
| 10 522 | 12 292 | 17 276 | 21 115 |

| 2001*  | 2011   | 2012   | 2013   |
| ------ | ------ | ------ | ------ |
| 20 580 | 19 761 | 19 783 | 19 743 |